# Isostigma dissitifolium
Isostigma dissitifolium là một loài thực vật có hoa trong họ Cúc. Loài này được Baker mô tả khoa học đầu tiên.